# Nikolai Shvernik
Nikolai Mikhailovich Shvernik (russo: Никола́й Миха́йлович Шве́рник) (19 de maio de 1888, São Petersburgo - 24 de dezembro de 1970, Moscou) foi um revolucionário bolchevique e um político soviético, chefe do Soviete Supremo da União Soviética entre 19 de março de 1946 e 15 de março de 1953.

## Política
Em 1956, depois de seu trabalho na Comissão Pospelov, que foi a base de discurso secreto de Khrushchev denunciando o stalinismo, Khrushchev o recomendou para o cargo de presidente da Comissão de Controle do Partido e no comando da Comissão Shvernik a qual reabilitou as vítimas de expurgos de Stalin. Em 1957, Shvernik voltou a ser um membro de pleno direito do Politburo e permaneceu nele até que se aposentou em 1966. 

## Reconhecimento
Em 1988, o serviço de correio da Russia emitiu um selo em sua homenagem. Está enterrado na Necrópole da Muralha do Kremlin, no lado oeste.